# Gotra ryukyuensis
Gotra ryukyuensis är en stekelart som beskrevs av Kusigemati 1986. Gotra ryukyuensis ingår i släktet Gotra och familjen brokparasitsteklar. Inga underarter finns listade i Catalogue of Life.